# Lorenzo De Mari
Lorenzo De Mari, né en 1685 à Gênes et mort en 1772 à Gênes, est un homme politique italien, 157e doge de Gênes du 1er février 1744 au 1er février 1746.